# Drillia umbilicata
Drillia umbilicata é uma espécie de gastrópode do gênero Drillia, pertencente a família Drilliidae.